# Ranitomeya ventrimaculata
Espèce
Synonymes
- Dendrobates minutus ventrimaculatus Shreve, 1935
- Dendrobates ventrimaculatus Shreve, 1935
- Ranitomeya ventrimaculatus (Shreve, 1935)
- Dendrobates duellmani Schulte, 1999
- Ranitomeya duellmani (Schulte, 1999)

Statut de conservation UICN

 LC  : Préoccupation mineure
Statut CITES
Ranitomeya ventrimaculata, le Dendrobate à ventre tacheté, est une espèce d'amphibiens de la famille des Dendrobatidae.

## Répartition
Cette espèce se rencontre du niveau de la mer jusqu'à 400 m d'altitude :
- en Colombie dans le département d'Amazonas
- au Pérou dans la région de Loreto ;
- en Équateur dans les provinces de Napo, d'Orellana, de Pastaza et de Sucumbíos.

Sa présence est incertaine au Brésil.

## Description

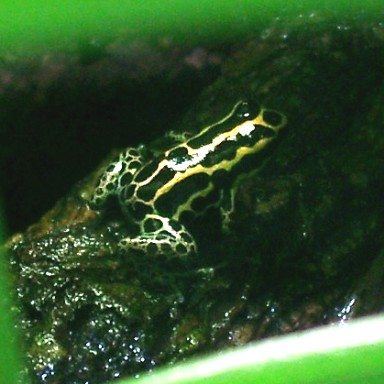
Ranitomeya ventrimaculata

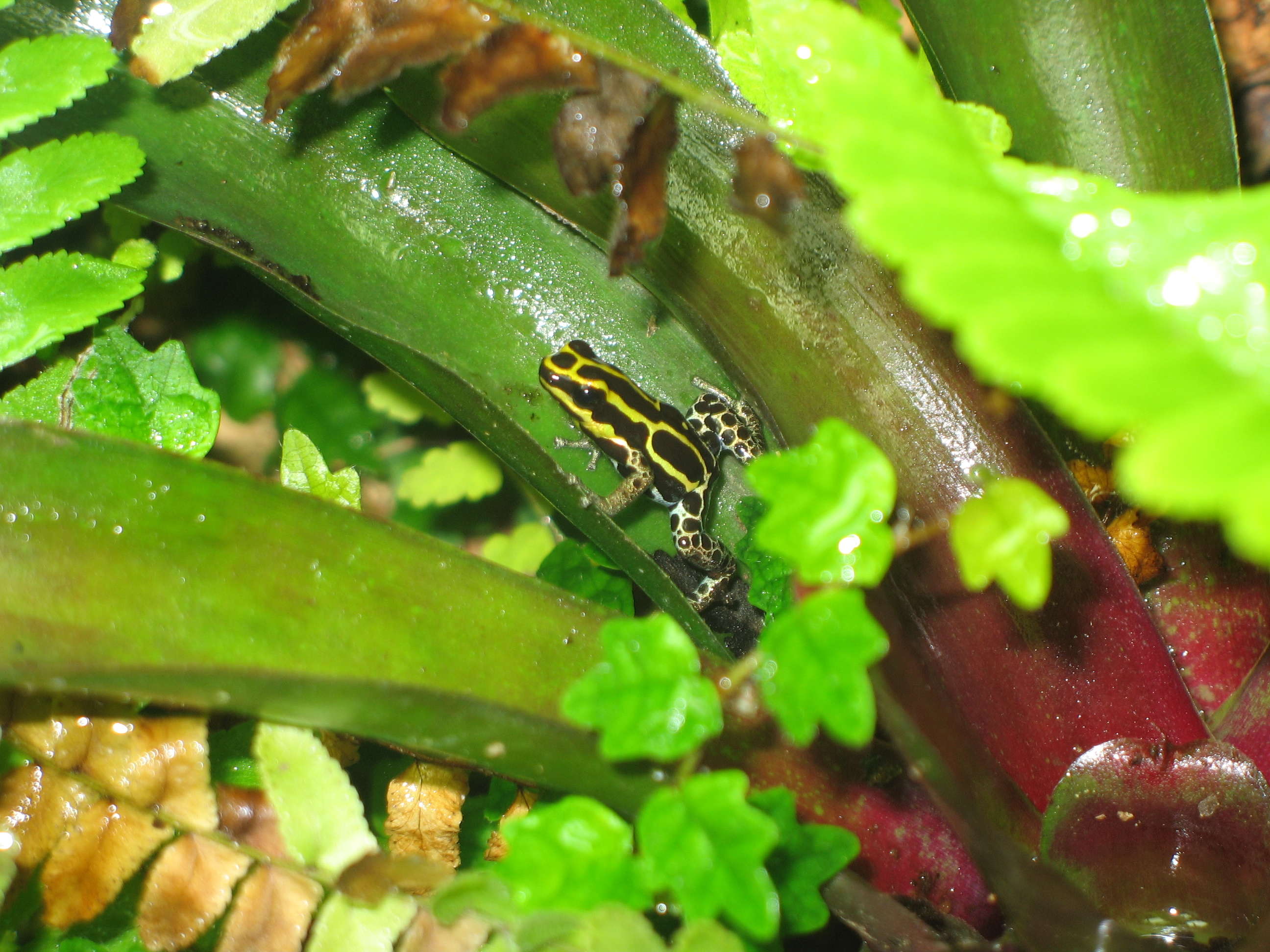
Ranitomeya ventrimaculata

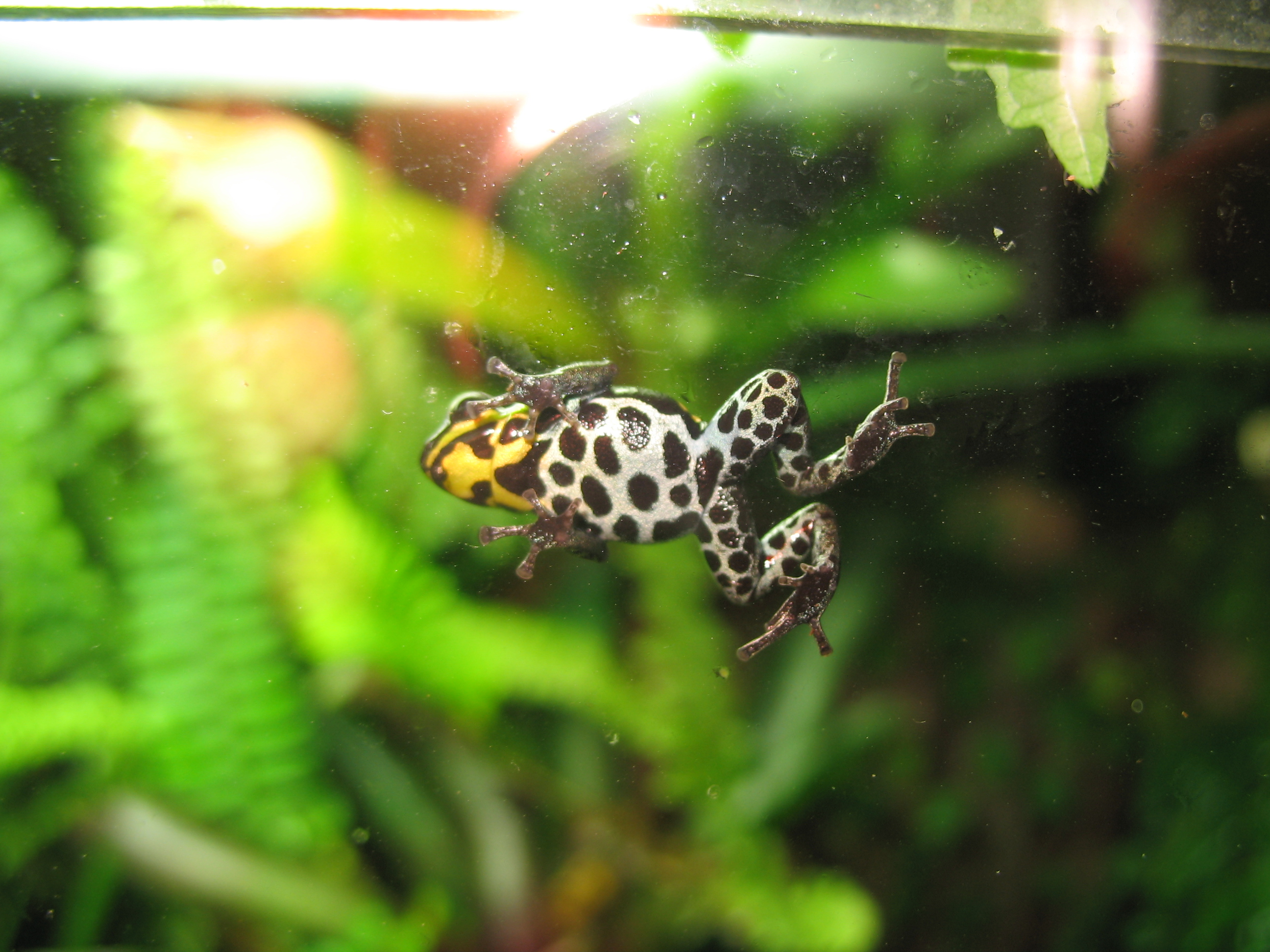
Ranitomeya ventrimaculata

Ranitomeya ventrimaculata mesure jusqu'à 18 mm.

## Publication originale
- Shreve, 1935 : On a new teiid and Amphibia from Panama, Ecuador and Paraguay. Occasional Papers of the Boston Society of Natural History, vol. 8, p. 209-218 (texte intégral).